# フィル・スペクター
ハーヴェイ・フィリップ・スペクター（英語: Harvey Phillip Spector、1939年12月26日 - 2021年1月16日）は、アメリカの音楽プロデューサーである。1960年代から70年代にかけて「ウォール・オブ・サウンド」と称されるプロデュースで、ポピュラー音楽の分野で大きな足跡を残した。
1989年にロックの殿堂入りし、1997年にソングライターの殿堂入りを果たした。2004年にローリング・ストーン誌が発表した「ローリング・ストーンの選ぶ歴史上最も偉大な100組のアーティスト」では第64位にランクインした。

## 来歴
ニューヨーク州ニューヨーク市ブロンクスにてロシア系アシュケナジムの家庭に生まれた。父の死後にカリフォルニア州ロサンゼルスに移住。10代の頃から音楽活動を始め、ザ・テディ・ベアーズを結成。「逢った途端にひとめぼれ」が全米1位のヒットとなった。しかし彼はすぐにバンド活動よりも音楽制作の方へと興味が移り、音楽プロデューサーとしての活動を始める。
1961年にレスター・シルと共にフィレス・レコード（レーベル名は二人の名前 Phil + Les から）を設立。第1弾シングル『ゼアズ・ノー・アザー・ライク・マイ・ベイビー』が全米20位を記録。パリス・シスターズのヒット作を発表した。
1963年、ザ・ロネッツの「ビー・マイ・ベイビー」がヒット。多人数のスタジオ・ミュージシャンを起用し、独特の音響を持つゴールド・スター・スタジオにて録音された大編成のバンドを狭いスタジオで一発録音することで作られた重厚な音は、当時としては非常に斬新なもので「ウォール・オブ・サウンド」と呼ばれ、音楽制作者やミュージシャンに大きな影響を与えた。当時はまだ録音技術が発展途上だったゆえ、この手法での録音作業は完成までかなりの時間と労力を要したが、スペクターは偏執的なまでに理想とするサウンド作りにこだわった。また、ステレオ録音が主流となってもモノラルにこだわり続けたところに、彼の偏執ぶりがよく現れている。1963年のアルバム『クリスマス・ギフト・フォー・ユー・フロム・フィル・スペクター』はクリスマスアルバムの定番として有名であり、クリスマスソングをウォール・オブ・サウンド一色に染めたコンセプト・アルバムであると見る向きもある。
早い時期からビートルズとは親交があった。スペクターはビートルズの初渡米の際違う飛行機に乗るはずだったが乗る飛行機を変更してビートルズに同乗した。ポール・マッカートニーはスペクターに「僕らはアメリカで必要とされているだろうか?」と漏らしたという。また1970年発表のアルバム『レット・イット・ビー』で「ゲット・バック・セッション」の再プロデュースを手がけた。ジョン・レノンとジョージ・ハリスンはビートルズの解散寸前の散漫なセッション録音集を一作品として短期間のうちにまとめ上げたスペクターの手腕に感銘を受け、その後もそれぞれのソロ・アルバムでプロデューサーに彼を起用している。しかし、マッカートニーは特に「ザ・ロング・アンド・ワインディング・ロード」にオーケストラやコーラスをオーバー・ダビングするなどしたスペクターの再プロデュースを「本人の意向を無視した過剰プロデュース」として強い不満を持ち、憤慨した。

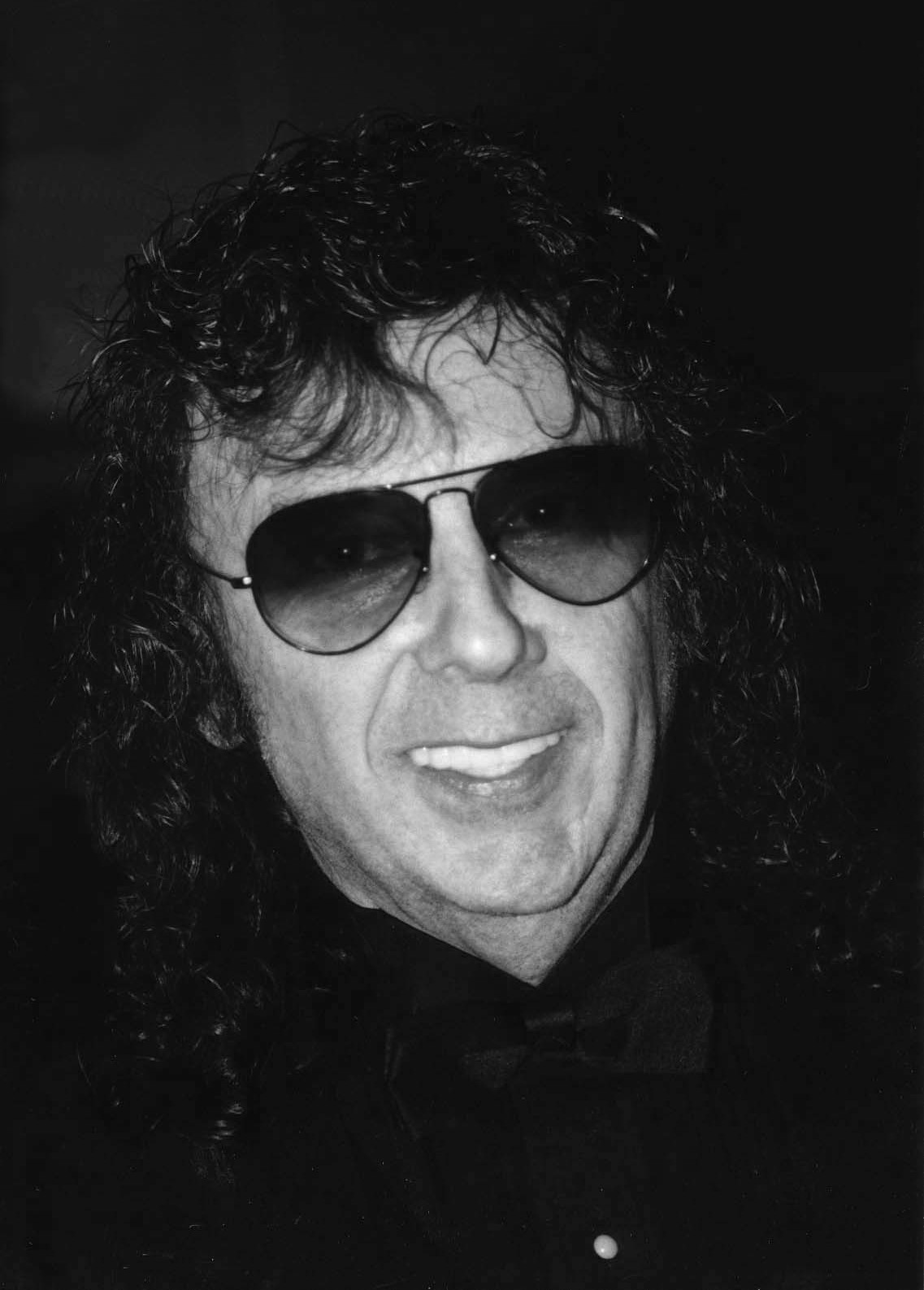
2000年のスペクター

1970年代以降もプロデューサーとして活動していたが、セッション中に対立したラモーンズのメンバーやレノンを銃で脅したり、出来具合に満足しないマスターテープを持って失踪するといった奇行が目立つようになった。また麻薬を常習するなどして錯乱状態に陥り、1980年にラモーンズのアルバム『エンド・オブ・ザ・センチュリー』をプロデュースして以降は第一線から退いた。

### 殺人事件

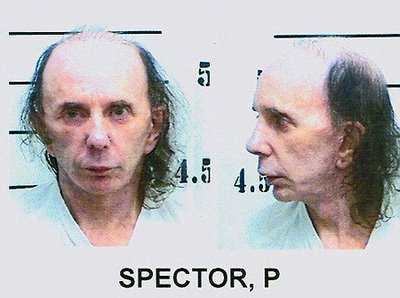
スペクターのマグショット（2009年）

2003年2月、自宅で女優のラナ・クラークソンを射殺した容疑で逮捕される。スペクターは彼女が自殺を図ったと主張して容疑を否認し、その後保釈される。2007年9月26日、ロサンゼルス郡地裁の陪審団は判決を確定できないため「評決不能」を宣言した。
2009年4月13日、検察の申し立てを受けた2度目の審理で、ロサンゼルス郡地裁の陪審により計画性はないが故意、衝動的に犯したなどの場合に適用される第2級殺人罪で有罪の評決が出された。 同年5月29日、禁錮19年の判決が言い渡され、カリフォルニア州立刑務所の薬物中毒治療施設に収監されていた。
2013年にアル・パチーノ主演で伝記テレビ映画『フィル・スペクター』が製作され、HBOで放送された。

### 死去
2020年、新型コロナウイルス感染症（COVID-19）の陽性が発覚、その後合併症を発症し、刑務所から移送されて入院したが、翌2021年1月16日土曜日に死去した。81歳没。

## プロデュースしたミュージシャン
- ザ・ロネッツ - 『ビー・マイ・ベイビー』『ベイビー・アイ・ラブ・ユー』『恋の雨音』
- クリスタルズ - 『ヒーズ・ア・レベル（英語版）』『ハイ・ロン・ロン（英語版）』『ゼアズ・ノー・アザー・ライク・マイ・ベイビー』『キッスでダウン』
- ライチャス・ブラザーズ - 『ふられた気持』
- アイク&ティナ・ターナー - 『リバー・ディープ・マウンテン・ハイ（英語版）』
- テディベアーズ（英語版） - 『逢った途端にひとめぼれ』
- パリス・シスターズ - 『アイ・ラブ・ハウ・ユウ・ラブ・ミー（貴方っていい感じ）』
- チェック・メイツ（英語版） - 『ブラック・パール（英語版）』
- モダン・フォーク・カルテット（英語版） - 『ディス・クッド・ビー・ザ・ナイト』
- ジーン・ピットニー - 『Every Breath I Take』
- カーティス・リー（英語版） - 『プリティー・リトル・エンジェル・アイズ（英語版）』『アンダー・ザ・ムーン・オブ・ラブ（英語版）』
- ボブ・B・ソックス&ブルージーンズ（英語版） - 『なぜ恋人たちはお互いを傷つけ合うの（英語版）』
- ビートルズ - 『レット・イット・ビー』アルバム(1970)
- ジョン・レノン - 『ジョンの魂』『イマジン』『ロックン・ロール』アルバム
- ジョージ・ハリスン - 『オール・シングス・マスト・パス』アルバム、『マイ・スウィート・ロード』
- レナード・コーエン - 『ある女たらしの死（英語版）』アルバム。レナードのデモテープを強引にプロデュースしリリースしたため、レナードは落胆したといわれる。しかし、後年、彼自身が打ち込みディスコサウンドに手を染めるきっかけにもなった。
- ラモーンズ - 『エンド・オブ・ザ・センチュリー』
- オノ・ヨーコ
- ディオン - 『ボーン・トゥー・ビー・ウィズ・ユー（英語版）』
- ソニー&シェール
- ダーレン・ラヴ
- ベン・E・キング
- レイ・ピーターソン（英語版）
- アレイ・キャッツ
- トレジャーズ
- スターセイラー（英語版） - 娘にコンサートに連れて行かれたのがきっかけで、逮捕直前にプロデュース(2003)。